# Jaden, Dubrovîțea
Jaden (în ucraineană Жадень) este o comună în raionul Dubrovîțea, regiunea Rivne, Ucraina, formată numai din satul de reședință.

## Demografie
Componența lingvistică a comunei Jaden
     Ucraineană (99,29%)
     Alte limbi (0,71%)
Conform recensământului din 2001, majoritatea populației comunei Jaden era vorbitoare de ucraineană (99,29%), existând în minoritate și vorbitori de alte limbi.